# Кежмарська Біла вода
Кежмарська Бієла вода (словац. Kežmarská Biela voda) — річка в Словаччині, притока Попраду, протікає в округах Кежмарок і Попрад.
Довжина — 20,9 км.
Витік знаходиться в масиві Татри; площа водозбору 30 км².
Впадає у Попрад біля міста Кежмарок.
| Словаччина | Це незавершена стаття з географії Словаччини. Ви можете допомогти проєкту, виправивши або дописавши її. |

| Річка | Це незавершена стаття про річку. Ви можете допомогти проєкту, виправивши або дописавши її. |